# Gaushorn
Gaushorn er en by og kommune i det nordlige Tyskland, beliggende i Amt Kirchspielslandgemeinden Eider i den nordlige del af Kreis Dithmarschen. Kreis Dithmarschen ligger i den sydvestlige del af delstaten Slesvig-Holsten.

## Geografi
Nabokommuner er (med uret fra nordvest) kommunerne Barkenholm, Tellingstedt (Exklave Rederstall), Welmbüttel, Schrum og Nordhastedt samt byen Heide (alle i Kreis Dithmarschen).